# Chilcotin Lake
Chilcotin Lake är en sjö i Kanada.   Den ligger i provinsen British Columbia, i den sydvästra delen av landet, 3 500 km väster om huvudstaden Ottawa. Chilcotin Lake ligger 986 meter över havet. Arean är 2,9 kvadratkilometer. Den sträcker sig 1,9 kilometer i nord-sydlig riktning, och 4,2 kilometer i öst-västlig riktning.
I omgivningarna runt Chilcotin Lake växer i huvudsak barrskog. Trakten runt Chilcotin Lake är nära nog obefolkad, med mindre än två invånare per kvadratkilometer.